# 旋转组合锁

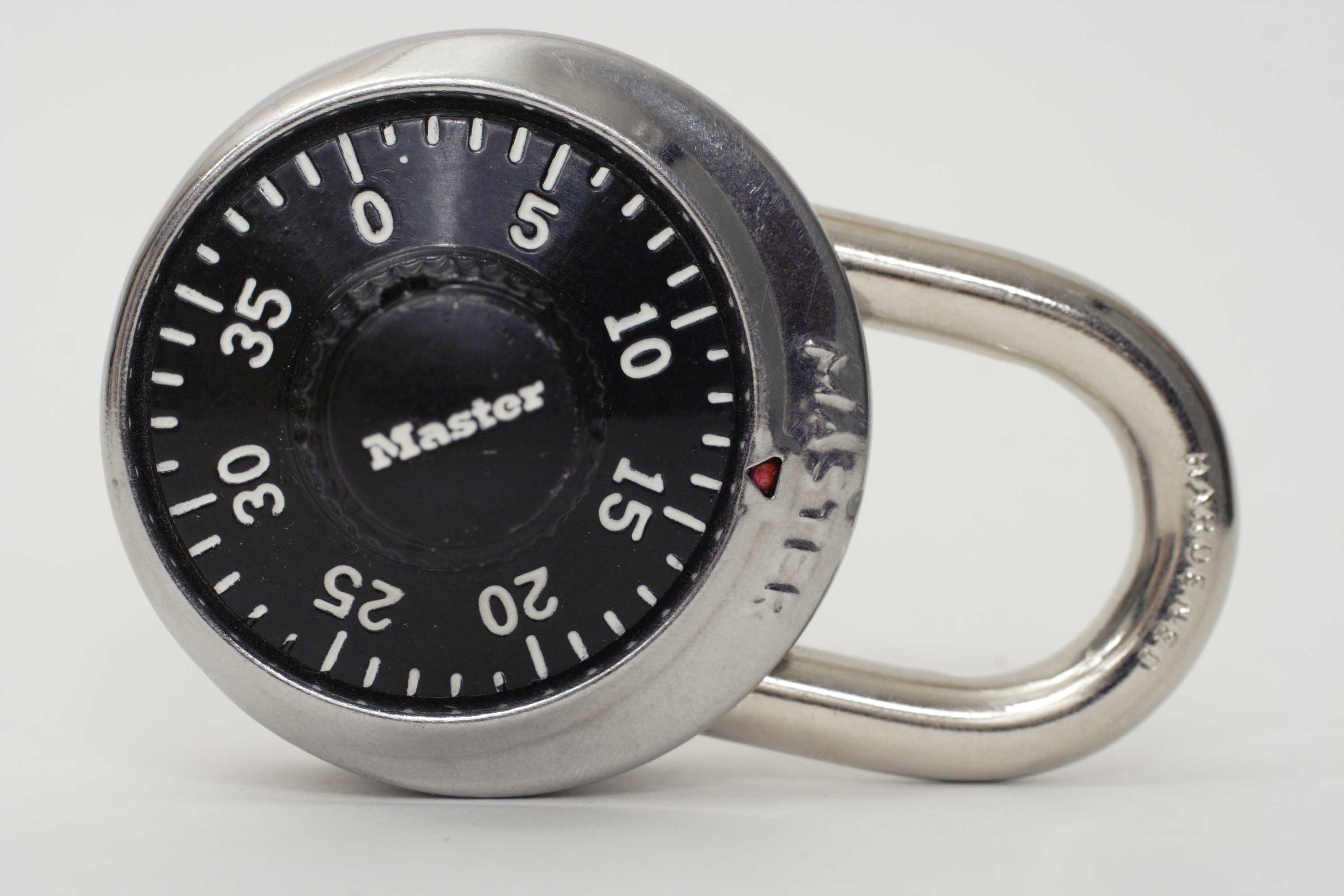
一种转盘密码挂锁

旋转组合锁是常用于保护保险箱的密码锁。是一种无钥匙挂锁机制的锁。这种类型的锁定机构由一个表盘组成，必须以一定的组合进行左右旋转才能解锁。

## 设计与操作

带可伸缩螺栓的旋转组合锁的内部机构。

操纵外部的刻度盘以释放锁栓的锁扣(常用于门锁等）。表盘连接到一个内部机构，通常包含三个带槽口的独立转轮，称为门闸。每个转轮都必须对齐，以允许栅栏落入门闸，释放将锁固定到位的杠杆，从而使锁打开。通常要将刻度盘移动到三个（或更多）位置解锁，这些位置通常用数字表示，按照特定的顺时针和逆时针旋转顺序交替进行。  :2
转轮通常排列成一个堆叠的轮组，共享一个旋转轴，每个转轮的单独旋转位置可以通过左右转动表盘来控制。刻度盘通过其主轴机械连接到配备有驱动销（一种小块）的凸轮，该驱动销可以在面向凸轮的最近轮的一侧接合相应的小锁扣（称为飞翼）；飞翼可以是固定的或在有限范围内移动。  :5–6在最接近的第一个转轮的另一面是另一个驱动销，它可以与第二个转轮（最靠近凸轮）面向第一个转轮的一侧上的飞翼啮合。以此类推，第二个转轮的另一面有另一个驱动销，可以与第三个转轮上的飞翼啮合。大多数组合锁具有三个转轮，但有些锁可能会以类似的方式配备额外的转轮，每个转轮都有一个驱动销和飞翼。机构中转轮的数量决定了打开锁所需要的旋转到特定拨盘位置的次数，因此三轮锁需要三次序列组合才可解锁。
当刻度盘旋转时，由于凸轮上的驱动销没有足够的空间穿过最靠近凸轮的第一个转轮的那个面上的飞翼，因此一旦驱动销被驱动，第一个转轮将开始与刻度盘一起旋转凸轮上的齿轮与第一个转轮的飞翼啮合。因此，第一个转轮（最靠近凸轮）将被拾起。当第一个转轮旋转时，其驱动销将依次与第二个转轮上的飞翼啮合，第二个转轮将开始以类似的方式与表盘和最近的转轮一起旋转。一旦所有的转轮都“拾起”并与刻度盘一起旋转，刻度盘就会旋转直到显示组合的第一个位置/数字，这意味着离凸轮最远的转轮已就位并且其门闸也在栅栏下方对齐.轮子的数量也决定了解锁所需的旋转次数；由于拾取所有转轮需要的转数等于转轮的数量，因此在完成最小转数之前，最后一个转轮不会被抬起和锁定（离凸轮最远的转轮）。
在最远的转轮锁定后，通过反转刻度盘，使所有驱动销和飞翼脱离；随着表盘继续沿相反方向旋转，凸轮将再次按顺序“拾起”转轮（从第一个转轮开始，最靠近凸轮）直到所有转轮（保存离凸轮最远的转轮）一起旋转.以这种方式，剩余的转轮在不干扰最远转轮的对准的情况下旋转。一旦指示了第二个位置/数字，第二个最远的转轮就位并且它的门闸与栅栏正确对齐。然后再次反转拨盘的旋转，直到拾起剩余的转轮并使下一个转轮的门闸与栅栏对齐。这样，通过将拨盘来回转动到正确的位置顺序，所有的转轮都将与位于栅栏下方的门闸对齐。
一旦门闸在所有轮子上对齐，栅栏就会落入门中，使杠杆的前端与凸轮中的相应门接合。表盘的进一步旋转移动杠杆，收回锁定机构并打开锁。

### 转轮夹层结构
转轮通常由三层夹层制成。外层称为轮壳，包含闸门并围绕外齿轮中心、换键凸轮和杠杆臂。当更换钥匙插入锁定机构时，它会迫使杠杆臂分开，然后允许轮心自由旋转。同时又允许拥有者重设密码组合。  :3–4;6

### 额外的安全性
一些旋转组合锁包括内部重锁器或重锁装置，它们在检测到攻击时单独锁定卸扣或螺栓，包括响应试图移动锁定机构（“冲孔”）的机械杠杆，响应熔化的热（易熔）链接切割尝试，或因钻孔尝试而破裂的钢化玻璃。
转轮可由尼龙、Lexan 或 Delrin 等辐射透明材料制成，以防止使用 X 射线成像来确定轮子位置和所需的组合。  :5–6

## 更多详见
- 密码锁
- 保险箱